# Dirhinus perideus
Dirhinus perideus är en stekelart som beskrevs av Burks 1947. Dirhinus perideus ingår i släktet Dirhinus och familjen bredlårsteklar. Inga underarter finns listade i Catalogue of Life.